# فقر الدم بخلل تكون الكريات الحمر الخلقي - النوع الأول
فقر الدم بخلل تكون الكريات الحمر الخلقي - النوع الأول (بالإنجليزية: Congenital dyserythropoietic anemia type I ومختصره CDA I)‏  هو أحد أنواع فقر الدم بخلل تكون الكريات الحمر الخلقي وهو اضطراب في إنتاج خلايا الدم وخصوصا أرومات الحمراء التي تمثل سلف كريات الدم الحمراء.

## الوراثة
ينتقل فقر الدم بخلل تكون الكريات الحمر الخلقي - النوع الأول من الأبوين بصورة متنحية وهو ينتج بسبب طفرة في المورثة CDAN1. المعلومات المتوفرة حول هذه المورثة قليلة جدا، وقد تم التعرف على بعض الحالات التي لا تحمل هذه الطفرة، لذلك يعتقد بوجود طفرات أخرى في مورثة واحدة على الأقل تتسبب بنفس المرض.
| النسخة | النوع  | الوراثة المندلية البشرية عبر الإنترنت | المورثة  | الموقع |
| Ia     | CDAN1A | 224120                                | CDAN1    | 15q15  |
| Ib     | CDAN1B | 615631                                | C15ORF41 | 15q14  |

## الوصف
يتصف فقر الدم بخلل تكون الكريات الحمر الخلقي - النوع الأول بوجود فقر دم متوسط إلى شديد يشخص عادة خلال الطفولة أو في فترة المراهقة، وفي بعض الحالات، قبل الولادة. كما تظهر أعراض اصفرار العين والجلد (يرقان) وكذلك ضخامة الكبد والطحال. يؤدي المرض إلى امتصاص الجسم لكميات كبيرة جدا من الحديد التي يمكن أن تؤذي الأنسجة والأعضاء. وقد يؤدي التحميل المفرط بالحديد إلى اضطراب النظم القلبي وفشل القلب المزمن والسكري وداء الكبد المزمن (تشمع الكبد). كما قد تظهر مشاكل هيكلية وخصوصا في أصابع اليدين والقدمين.

## العلاج
يتضمن العلاج نقل الدم المتكرر واستعمال العلاج بالاستخلاب. يحتمل الشفاء عن طريق زراعة نخاع العظم والعلاج الجيني.